# 中国人民解放军装甲兵
中国人民解放军装甲兵，是中国人民解放军的一个兵种。

## 沿革
1945年8月，苏联出兵中国东北，日本无条件投降。东北人民自治军司令部工作人员高克奉命到日本人留下的“九一八”坦克修理厂侦察敌特活动，发现有兩輛九七式改坦克，随即向副司令员吕正操汇报，此兩輛九七式改被稱為101號和102號，當時還帶走了一批日伪技術人員。1945年11月，高克奉吕正操之命，将两辆坦克从该修理厂开回。部队撤出沈阳时，日伪技術人員叛變而且破壞了101號，仅剩102號安全進入解放軍控制區，这是中国共产党领导的军队中第一辆坦克。人称“老头坦克”。

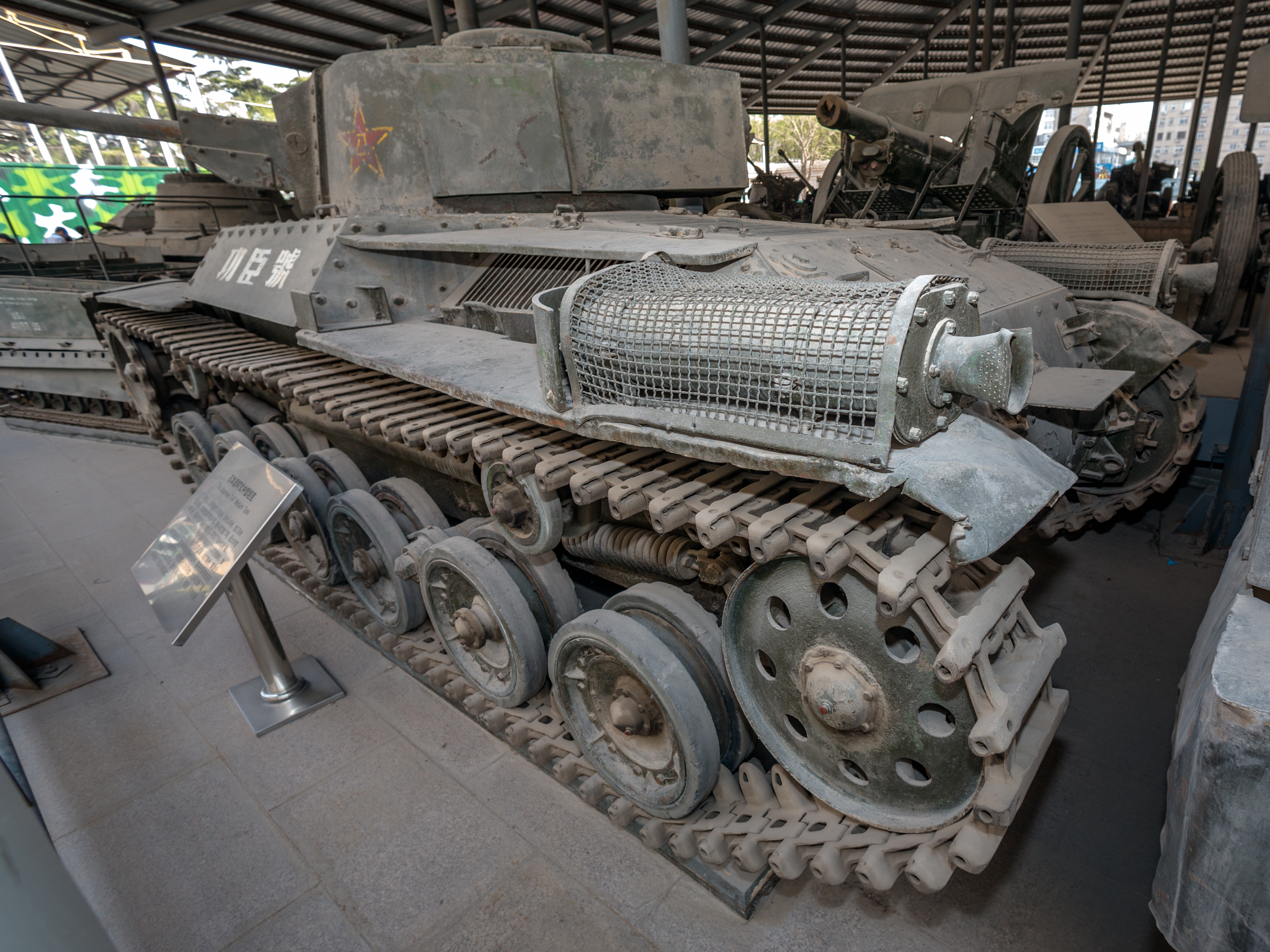
“功臣号”坦克（中国人民革命军事博物馆藏）

根据中央军委的指示、中共中央东北局的决定，1945年12月1日，在沈阳郊区的马家湾子，东北炮兵司令员朱瑞宣布命令，正式组建东北延安炮兵学校坦克大队。全队共有30多人，1辆坦克，孙三任大队长，毛鹏云任政治委员，高克等人任副大队长，这是中国共产党领导的军队中最早的坦克部队。坦克大队成立后，很快就参加了东宁剿匪、绥阳剿匪，夜战靠山屯、强攻望河铺等等战斗。
1947年10月，坦克大队在黑龙江省东安县扩编为东北民主联军战车团，全团共有560多人，20余辆各式坦克，40余辆牵引车、装甲车。随后战车团参加了辽沈战役。1948年12月10日，战车团对俘获的中华民国国军东北装甲团加以改编，发展成为中国人民解放军第四野战军特种兵战车指挥所，下辖战车团、装甲团、教导团，共有官兵4000多人，87辆坦克、106辆装甲车、150辆汽车。此后战车团参加平津战役。1949年2月，天津战役结束后，特种兵战车指挥所改成中国人民解放军第四野战军战车师。1949年5月，中央军委命令：战车师的番号改成中国人民解放军战车第一师，直属军委总参谋部领导。
1949年7月，该师战车五团奉命到中国西北作战，自天津启程连续83天行军作战，占领玉门后越过祁连山和戈壁抵达新疆迪化（今乌鲁木齐市），行程4000余公里，创造了中国共产党领导的军队里装甲兵史上最远距离征战。王震司令员在庆功大会上授予该团“开路先锋”锦旗，并为该团全体官兵记一大功。

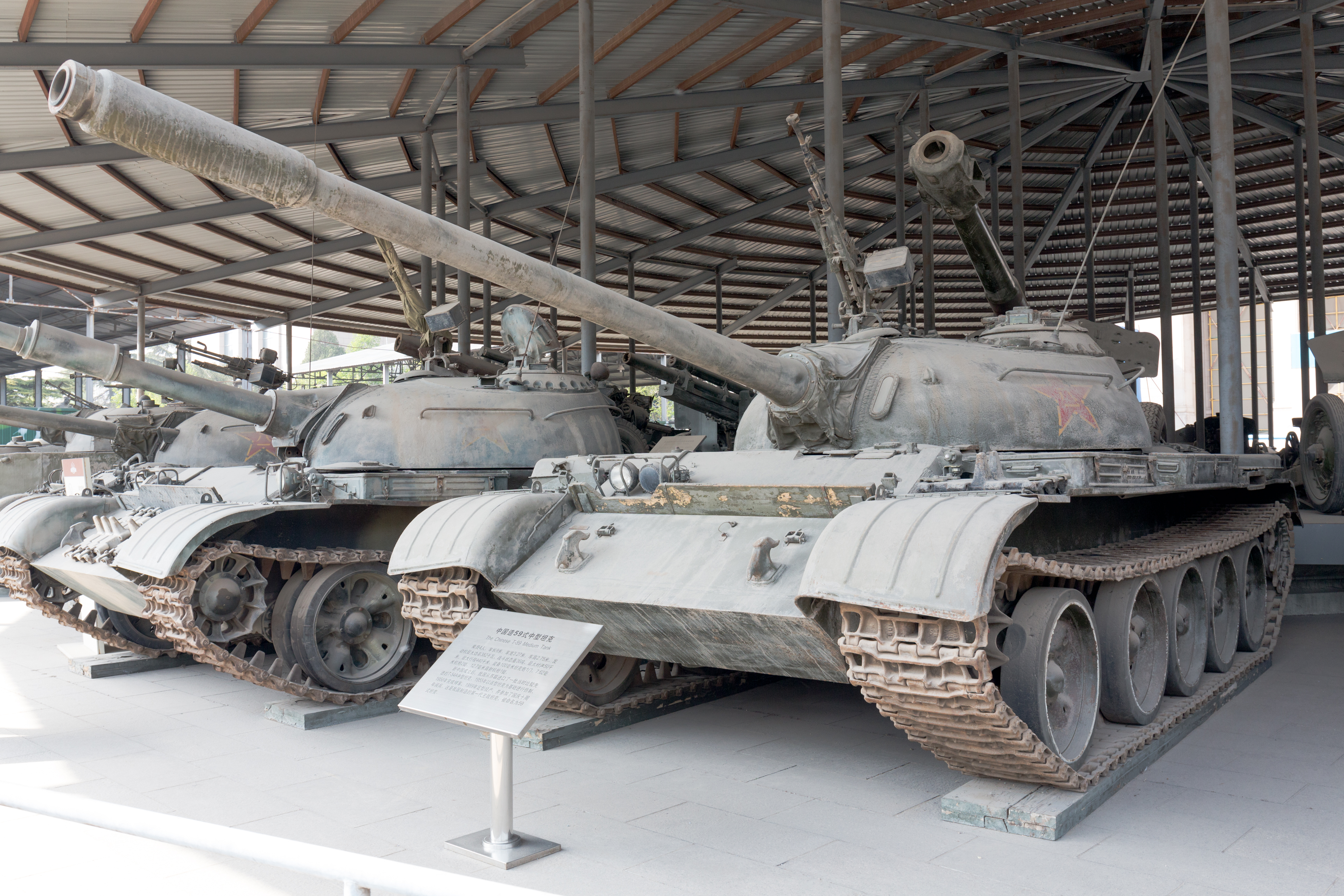
59式中型坦克（中国人民革命军事博物馆藏）

当年高克开回的第一辆坦克在锦州战役、天津战役中屡立战功，被命名为“功臣号”坦克。“功臣号”坦克及所在的战车团参加了北平入城式以及北平西苑机场阅兵式。1949年10月1日，在中华人民共和国开国大典上，战斗英雄董来扶驾驶“功臣号”坦克作为首车，率100余辆中型、重型坦克通过了天安门广场接受检阅。后来“功臣号”退役后陈列在中国人民革命军事博物馆。
1950年8月，战车第一师在天津整编，组建坦克第一旅。1950年10月，被中央军委正式命名为中国人民解放军坦克第一师。1951年，坦克第一师接受苏联红军T-34坦克两个团的装备，参加抗美援朝战争。后来该师几经演变，归入北京军区装甲兵序列。
1949年底，中国人民解放军坦克部队已经发展为2个战车师以及2个战车团，坦克375辆，装甲车272辆，工程车和汽车591辆。截至1955年，已经发展为3个坦克师、1个机械化师、4个独立坦克团、48个步兵师属坦克自行火炮团，共有3030辆苏联制坦克以及自行火炮。
1950年，中央军委决定，在北京成立装甲兵领导机关。1950年6月，毛泽东签署中央军委命令，任命许光达为装甲兵司令员兼政治委员。1950年9月1日，中国人民解放军摩托装甲兵司令部在北京成立。装甲兵自此作为独立兵种出现在中国人民解放军序列。装甲兵刚组建便掀起“百日练兵”，3个月后即入朝鲜参加抗美援朝战争。1951年3月到1953年10月，坦克第一师先后两次奉命入朝鲜作战，参加了马良山、沐浴洞伏击等690多次战斗。战场上以美军为首的联合国军与中国人民志愿军双方坦克数量10比1，美军坦克有时竟开到中国人民志愿军前沿阵地射击。但坦克第一师与美军骑兵第一师（即美军装甲第一师）在“三八线”附近作战近一年，直接地面战斗共计87次，击毁击伤敌坦克24辆；高炮分队对空作战共计518次，击毁敌机24架，击伤敌机90架次。1951年7月16日，摩托装甲兵司令部改称中国人民解放军装甲兵司令部。设司令部、技术部、干部管理处；1951年7月26日，组建后勤部；1951年11月，组建政治部。1958年3月，装甲兵领导机关调整，调整后设司令部、政治部、技术部、干部管理部。1959年5月，干部管理部改归政治部建制。1961年10月增设后勤部。1965年12月，撤销技术部，业务归后勤部。1978年6月23日，后勤部改称后勤技术部。
1982年9月1日，中央军委决定将中国人民解放军装甲兵司令部改为中国人民解放军总参谋部装甲兵部。1992年，总参谋部炮兵部、总参谋部装甲兵部、总参谋部工程兵部、总参谋部防化部、总参谋部陆军航空兵局合并为中国人民解放军总参谋部兵种部。2003年，总参谋部兵种部与总参谋部军训部合并为中国人民解放军总参谋部军训和兵种部。

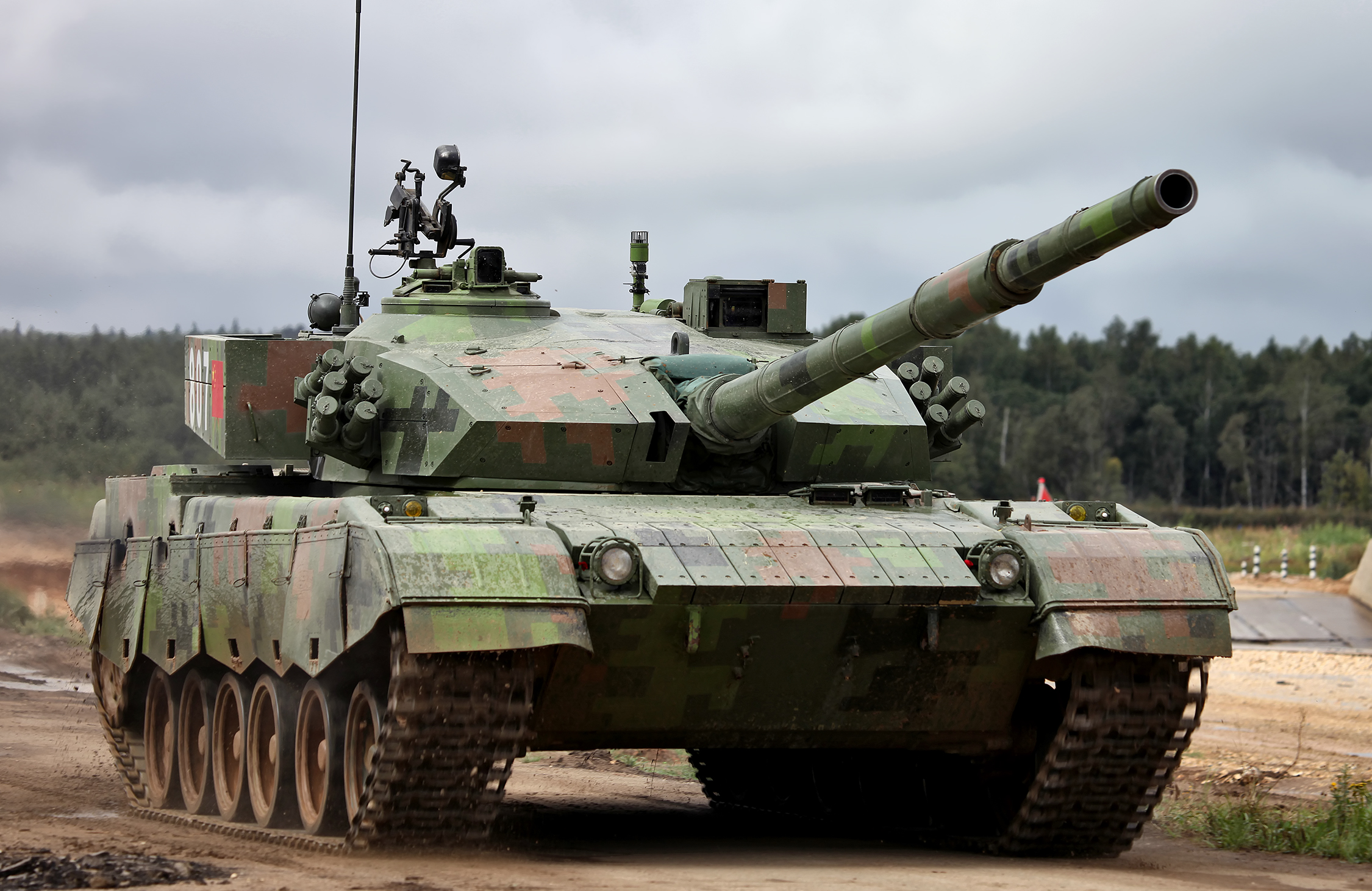
ZTZ-96主战坦克

装甲兵成立初期，司令员许光达向中央军委提出，装甲兵干部不能直接从战士中提拔，必须通过学校培养。由此装甲兵成为中国人民解放军首个实行院校毕业生当军官制度的部队。1950年9月，中国人民解放军坦克学校（后改称第一坦克学校）在天津市大王庄成立，以培训初级、中级指挥员及技术修理干部，以苏联红军训练大纲为蓝本开展教学。这是中国人民解放军装甲兵的第一所学校。1950年9月1日，该校在天津光明电影院召开成立大会暨开学典礼，许光达兼任校长。抗美援朝战争期间，该校用短期速成法培养出3000多名初级、中级指挥员。1952年5月，步兵第一八四师师直机关、坦克第五二一团等部合编，在北京长辛店成立中国人民解放军第二坦克学校。此后又陆续组建了第三、第四、第五坦克学校。截至1953年底，已组建了中国人民解放军第二坦克学校及4个战车编练基地，并且在中国人民解放军军事学院成立装甲兵系、在哈尔滨军事工程学院成立装甲兵工程系。1959年以后，中国人民解放军装甲兵自编出教范、教程、教材，并组建了装甲兵指挥学院、装甲兵技术学院、坦克学院、装甲兵技术学校。1980年代，装甲兵院校开设了大专班、本科班。1990年代，开设了硕士研究生班。
1959年，中华人民共和国自行研制生产出第一代国产坦克“五九”式。到21世纪初，中国人民解放军装甲兵武器装备形成了轻型、中型、水陆坦克以及履带式装甲输送车等基本系列，并发展出数十种配套车辆。新型主战坦克及配套装备性能获得全面提高，主要性能已达到世界前列。到21世纪初，中国人民解放军坦克数量已达到世界第三位。
1995年初，中国人民解放军开始跟踪美军数字化部队建设进程，探索建设装甲兵信息化实验部队。1997年5月，在中国人民解放军第一支坦克部队演变而来的北京军区某装甲师，组建了中华人民共和国首支信息化装甲合成营，这是中国第一支信息化装甲部队。按照六个单元构建了信息化装甲合成营的编制，从而实现营级战术单位合成，能独立遂行作战任务。
21世纪初，中国人民解放军不仅已拥有装甲部队、装甲步兵、机械化部队，而且已经建成了轻型机械化部队、两栖机械化部队、信息化部队。由自行炮兵、装甲步兵、防空兵、导弹兵、防化兵、通信兵、侦察兵、工兵等诸兵种合成的装甲机械化部队，成为突击力和战斗力强大的高技术兵种。

## 编制

### 陆军装甲兵
1980年代，中国人民解放军陆军在每个步兵军都编有一个独立的坦克师，自1982年起直属总参谋部装甲兵部。1985年，又将独立装甲兵分别以坦克师和坦克旅的编制配属给新组建的陆军各集团军。1998年，装甲兵进行合成化改革，将各坦克师（旅）改编成装甲师（旅），每个装甲师配属3个合成化装甲团。
2011年，中国人民解放军将5个装甲师（装甲第一师、三师、八师、十一师、十二师）每个都改编为1个装甲旅和1个机械化步兵旅。不久又将其余4个装甲师中的三个（装甲第二师、四师、十师）每个都改编为1个装甲旅和1个机械化步兵旅。此后一直到2017年，除了步兵师属装甲团和旅属坦克营之外，中国人民解放军陆军一直辖有17个装甲旅和1个装甲师，全军装备各类主战坦克近7000辆。其中唯一一个装甲师是陆军第三十八集团军装甲第六师，该师是中国人民解放军最早向世界开放的装甲部队，也是中国人民解放军唯一一支迎外装甲部队，是中国人民解放军首支整师建制先行换装第二代主战坦克的装甲部队，是中国人民解放军首支整师实现信息化的装甲部队。2017年4月，中国人民解放军重新组建84个军级单位。装甲第六师于2017年拆分为1个重型合成旅与1个中型合成旅。
2017年随着深化国防和军队改革的进行，解放军不再拥有装甲师或装甲旅，转而将坦克装甲车辆与机械化步兵混合搭配组建合成部队。装甲旅均改制为合成旅。
以下列出2017年军改前各装甲师/旅：
- 中国人民解放军东部战区陆军：
  - 装甲第十旅（第一集团军）
  - 装甲第二旅（第十二集团军）
  - 装甲第十四旅（第三十一集团军，唯一一个两栖装甲旅）
- 中国人民解放军南部战区陆军：
  - 装甲第十八旅（第十四集团军）
  - 装甲第十五旅（第四十一集团军）
  - 装甲第十六旅（第四十二集团军）
- 中国人民解放军西部战区陆军：
  - 装甲第十七旅（第十三集团军）
  - 装甲第十二旅（第二十一集团军）
  - 装甲第九旅（第四十七集团军）
- 中国人民解放军北部战区陆军：
  - 装甲第四旅（第十六集团军）
  - 装甲第八旅（第二十六集团军）
  - 装甲第三旅（第三十九集团军）
  - 装甲第五旅（第四十集团军）
- 中国人民解放军中部战区陆军：
  - 装甲第十三旅（第二十集团军）
  - 装甲第七旅（第二十七集团军）
  - 装甲第六师（第三十八集团军）
  - 装甲第十一旅（第五十四集团军）
  - 装甲第一旅（第六十五集团军）

### 其他军种的装甲兵
此外，中国人民解放军海军陆战队与中国人民解放军空降兵军中也有装甲兵。

## 装备
| 车名         | 生产国         | 车种     | 车型         | 数量  | 备注   |
| ------------ | -------------- | -------- | ------------ | ----- | ------ |
| 88式主战坦克 | 中华人民共和国 | 主战坦克 | 88A、88B     | 350-  | 退役中 |
| 96式主战坦克 | 中华人民共和国 | 主战坦克 | 96、96A、96B | 2500+ | 量产中 |
| 99式主战坦克 | 中华人民共和国 | 主战坦克 | 99、99A      | 1200+ | 量产中 |
| 15式轻型坦克 | 中华人民共和国 | 轻型坦克 | 15           |       | 量产中 |

## 历任领导
中国人民解放军装甲兵现无兵种领导机构。以下列出历史上各领导机构的领导。

### 中国人民解放军装甲兵司令部
（1950年9月至1951年7月称中国人民解放军摩托装甲兵司令部）
| 司令员 1. 许光达 大将（1950年6月—1969年6月） 2. 陈宏（1969年6月—1971年11月） 3. 黄新廷（1975年5月—1982年9月） 副司令员 - 聂鹤亭（1950年9月—1958年5月） - 贺晋年（1957年9月—1982年9月） - 程世才（1959年11月—1982年9月） - 张文舟（1961年4月—1975年8月；1977年12月—1982年9月） - 谷志标（1961年8月—1966年） - 钟人仿（1963年12月—1975年10月） - 顿星云（1965年5月—1975年8月） - 李家益（1969年12月—1974年1月） - 沙风（1969年12月11日—1975年1月；1977年12月—1982年9月） - 宋庆生（1969年12月11日—1977年7月） - 林彬（1969年12月—1982年9月） - 赵杰（1970年12月—1982年9月） - 黄祖华（1970年12月—1975年8月） - 邓家泰（1977年12月—1982年9月） - 麻志皓（1980年11月—1982年9月） | 政治委员 - 许光达 大将（1950年6月—1957年2月） - 向仲华 中将（1957年2月—1965年5月） - 黄志勇（1965年8月—1970年12月） - 姚国民（1971年5月—1975年9月） - 莫文骅（1975年7月—1982年9月） - 钟汉华（1977年12月—1978年12月） 副政治委员 - 向仲华（1950年11月—1957年2月） - 姚国民（1970年5月—1971年5月；1975年9月—1982年9月） - 杨昆山（1970年12月—1979年3月） - 于丁（1970年12月—1982年9月） - 邱相田（1979年2月—1982年9月） - 牛明智（1979年2月—1981年9月） - 王屏（1979年11月—1982年9月） |

| 参谋长 - 张文舟（1950年6月—1954年7月） - 钟人仿（1955年9月—1963年12月） - 邓家泰（1963年12月15日—1969年12月） - 沙风（1969年12月11日—1970年12月，副司令员兼） - 叶藻（1970年12月—1975年9月） - 严振衡（1975年9月—1980年11月） - 于庭兰（1980年11月—1982年9月） 副参谋长 - 黄鹄显（1952年7月—1956年8月） - 邓家泰（1955年3月24日—1963年12月） - 林彬（1959年10月—1969年12月） - 胡鉴（？—？） - 严振衡（1964年—1975年9月） - 童振声（？—？） - 黄祖华（1970年4月—12月） - 麻志皓（1972年12月29日—1975年10月20日） - 夏云超（1975年9月9日—？） - 于庭兰（1978年1月23日—1980年11月） - 秋峰（1978年5月8日—？） | 政治部主任 - 向仲华（1950年11月—1951年9月，副政治委员兼） - 程世清（1957年8月—1963年9月） - 邱相田（1964年6月—1969年12月；1973年11月22日—1982年9月） - 杨昆山（1969年12月—1973年11月，1970年12月起为副政治委员兼） 政治部副主任 - 李毅（1960年3月29日—1965年5月） - 王焕如（？—？） - 诸敏（1965年6月—？） - 杨昆山（？—1969年12月） - 徐皓（？—？） - 郭萍（？—？） - 王林（1975年9月9日—1982年9月） - 钱志超（1975年9月9日—？） 干部部部长 - 向仲华（1951年2月1日—？，副政治委员兼） 干部部副部长 - 程世清 |

| 后勤技术部部长 - 宋庆生（1950年9月16日—1951年，后勤部部长） - 宋庆生（1951年9月3日—1952年，技术部部长；1952年6月18日—？，技术部第二部长） - 沙风（1952年6月18日—？，技术部第一部长） - 孙三（1964年11月18日—1965年12月，技术部部长） - 宋庆生（1964年11月18日—？，后勤部部长，1969年12月11日起为副司令员兼后勤部部长） - 韩振国（？—1975年10月20日，后勤部部长） - 麻志皓（1975年10月20日—？，后勤部、后勤技术部部长） - 王志毅（1980年11月8日—？，后勤技术部部长） 后勤技术部副部长 - 刘景晏（1950年9月—1952年，后勤部副部长） - 孙三（1962年2月23日—1964年，后勤部副部长；1965年5月20日—1975年12月14日，后勤部副部长） - 李海清（？—？，后勤部副部长） - 夏云超（？—？，技术部副部长；？—？，后勤部副部长） - 李春林（？—？，后勤部、后勤技术部副部长） - 张健民（？—1965年12月，技术部副部长；1965年12月—？，后勤部副部长） - 麻志皓（1960年—1966年5月，技术部副部长；1969年12月11日—1972年，后勤部副部长） - 许逸萍（1975年12月3日—1982年，后勤部、后勤技术部副部长） - 张耀颜（？—？） - 韩士学（1975年12月3日—？） - 王志毅（1975年12月3日—1980年11月，后勤部、后勤技术部副部长） - 刘树旺（1978年11月6日—？，后勤技术部副部长） | 后勤技术部政治委员 - 刘景晏 大校（1952年—1955年，技术部政治委员） - 李治洲 大校（1955年—？，技术部政治委员） - 杨昆山 大校（？—？，技术部政治委员；？—？，后勤部政治委员） - 周正（？—1975年10月20日，后勤部政治委员） - 韩振国（1975年10月20日—？，后勤部、后勤技术部政治委员） 后勤技术部副政治委员 - 刘云（1975年12月3日—？） - 薛振先（1975年12月3日—？） - 王志毅（？—1980年11月） 顾问 - 钟人仿（1975年8月30日—10月9日） - 张文舟（1975年8月30日—1977年12月23日） - 顿星云（1975年8月30日—？） - 黄祖华（1975年8月30日—？） - 孙三（1975年12月14日—？） - 裴周玉（1977年12月23日—1981年12月） - 杨昆山（1979年1月23日—？） - 叶藻（1979年3月18日—？） - 黄鹄显（1979年7月16日—？） - 严振衡（1980年11月8日—？） |

### 中国人民解放军总参谋部装甲兵部
| 部长 - 于庭兰（1982年8月14日—1985年8月23日） - 陈本梴（1985年8月23日—1992年9月24日） 副部长 - 郭恩荣（1982年8月14日—1984年12月24日） - 许瑛（1982年8月14日—1984年12月24日） - 郭洪祥（1984年12月24日—1986年8月） - 陈本梴（1984年12月24日—1985年8月23日） - 蔡康生（1984年12月24日—1990年6月） - 董良驹（1987年3月31日—1990年6月） - 萧贞堂（1990年6月—1992年9月） - 吴荣陶（1991年4月—1992年9月） | 政治委员 1. 张大军（1982年8月14日—1984年12月24日） 2. 丁志洁（1990年8月—1992年9月24日） 政治部主任 1. 王健吾（1982年8月14日—1987年1月29日） 2. 丁志洁（1987年1月29日—1990年8月） 3. 崔光祖（1990年8月—1992年9月） 顾问 - 秋峰（？—？） - 王林（？—？） |

## 院校
20世纪50年代，解放军组建了6所坦克学校，只有第1、第2、第5坦克学校在北京市的陆军装甲兵学院传承。

### 中国人民解放军第一坦克学校
1948年11月3日，在沈阳市成立教导团。1950年9月1日在天津大王庄教导团（战车一师三团）团部正式成立“中国人民解放军坦克学校”。校址在天津马场。校长许光达兼，副校长唐金龙，副政委罗通。1950年11月移驻北京长辛店朱家坟（二老庄）。1951年3月22日改称第一战车学校。1953年3月24日改称“第一坦克学校”。校长王振祥，副政委罗通。1966年6月迁驻山西大同装甲兵学院院址。1969年2月第一坦克学校撤销。1978年12月在安徽省宿县重建“中国人民解放军坦克学校”。1982年7月迁安徽省蚌埠市。1986年6月升格中国人民解放军蚌埠坦克学院。2011年11月升格中国人民解放军装甲兵学院，副军级。

### 中国人民解放军第二坦克学校
1948年8月15日太岳军区第18军分区改编为华北军区第十五纵队第43旅。1949年3月1日在山西榆次聂店镇改称中国人民解放军第六十二军第184师。1950年2月8日第184师兼西昌军分区，1951年2月第184师师部及第550、551团调四川双流，与第185师第553团组成新的第184师。1951年4月第184师出川抵达河北秦皇岛，担负海防任务，待命入朝。1952年5月20日在北京市长辛店正式成立第二战车学校。该校以步兵第184师师直属部队为基础，并调入坦克第26师师直属部队一部、坦克第52团大部、坦克第51团修理连等单位组成。1953年4月15日改称第二坦克学校。校长林彬，政治委员牛明智。1969年12月学校与哈尔滨军事工程学院装甲兵工程系沿革的装甲兵工程学院合并成立坦克技术学校。1976年更名为装甲兵技术学校。1978年升格为装甲兵技术学院。1986年更名装甲兵工程学院。副军级。1999年5月，学院由总参谋部转隶总装备部。2004年，装甲兵技术研究所并入装甲兵工程学院。2015年12月17日，学院整体由总装备部转隶陆军。2017年8月1日并入中国人民解放军陆军装甲兵学院。

### 中国人民解放军第三坦克学校
1948年11月3日在沈阳市成立装甲团。1950年11月1日以坦克第1师装甲团为基础，在北京长辛店组成第一战车编练基地。1955年8月1日，该基地改建为第三坦克学校。校长肖锋，政委刘国辅。1962年1月迁至浙江江山县，1962年9月17日撤销。

### 中国人民解放军第四坦克学校
1951年3月24日华东军区装甲兵教导团在河南省商丘县扩建为华东军区装甲兵编练基地。副司令员、司令员严振衡，政委张先舟。1951年5月4日移驻江苏省徐州市，5月25日改称第二战车编练基地。1956年3月1日该基地改建为第四坦克学校。校长严振衡，政委张先舟。1969年2月撤销。

### 中国人民解放军第五坦克学校
1951年12月13日以东北军区装甲兵青年学生训练大队为基础在吉林省长春市成立第三战车编练基地。1956年1月27日基地改称长春装甲兵技工学校。1959年4月1日改称第五坦克技术学校。1969年2月撤销。1978年1月组建装甲兵技术学校。1992年改编为技术训练机构，1993年6月重新恢复装甲兵技术学校。1999年更名为装甲兵技术学院。2017年8月1日并入中国人民解放军陆军装甲兵学院。

### 中国人民解放军第六坦克学校
1951年8月以华东军区战车独立第5营为基础组建第2个战车第53团，驻江苏海州。1952年3月29日战车第26师战车第53团与军委装甲兵司令部汽车司机训练大队、华东军区装甲兵司令部汽车训练队及战车第26师后勤处在河南省洛阳市合编为第四战车编练基地，隶属华东军区装甲兵建制。1954年8月1日该基地与装甲兵文化速成中学合并为坦克预备学校。1956年10月25日改称装甲兵文化学校。校长王胜。1960年11月26日改称第六坦克学校。1962年1月撤销。 